# Solkurva

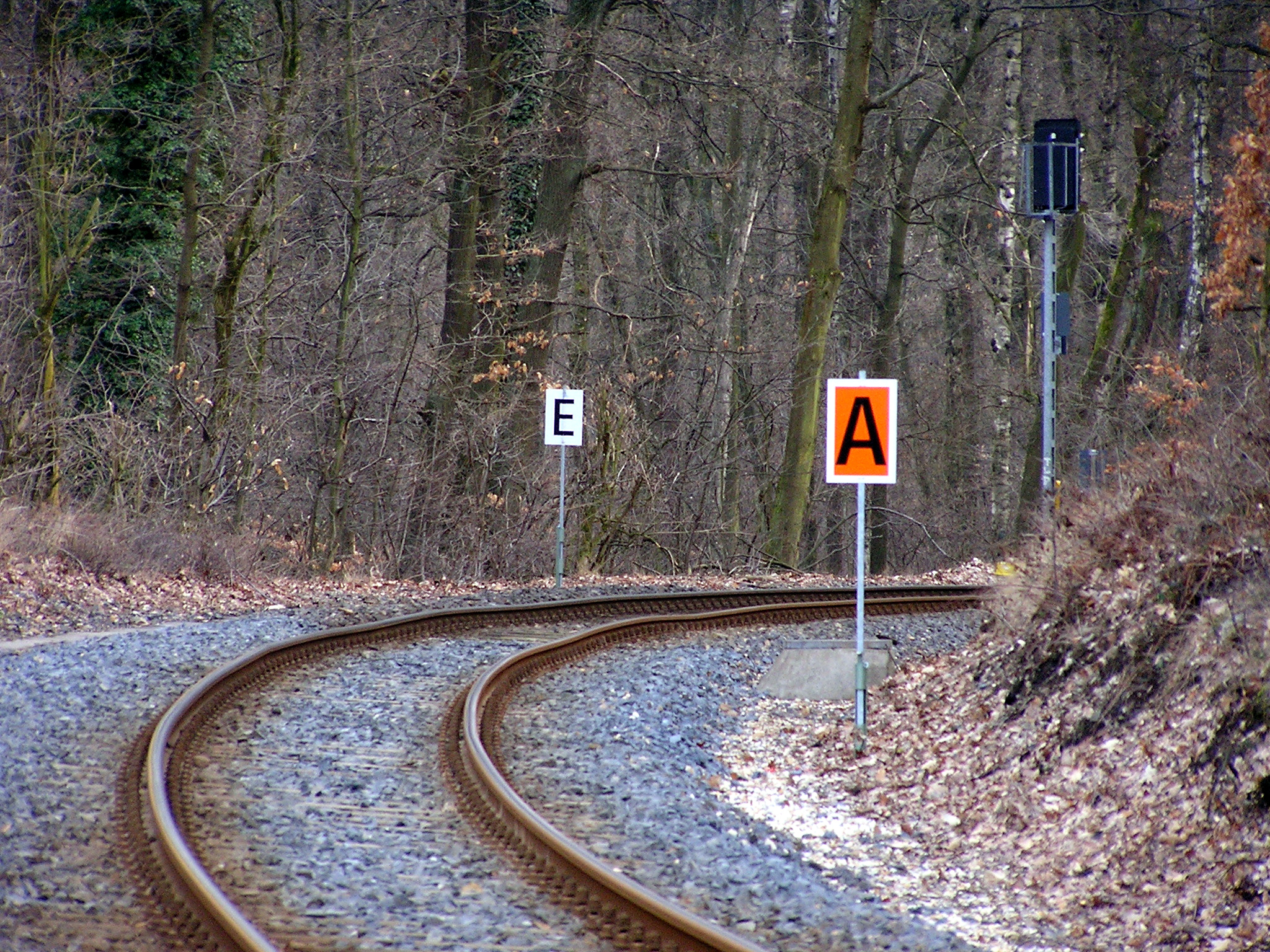
Solkurva och skyltar för nedsänkt hastighet.

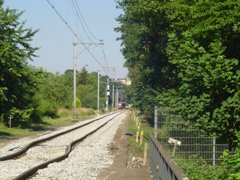
Solkurva, utvidgning vid värme

En solkurva är en utknäckning (krökning) av järnvägsräls på grund av utvidgning vid värme. En sidoavvikelse större än 25 millimeter definieras som en solkurva. 
Solkurvor förekommer både på järnvägsspår med rälsskarvar och på helsvetsade spår. På helsvetsade spår kan orsaken vara att svetsningen skedde vid en extrem temperatur så att spänningar byggts in. På rälsskarvade spår kan orsaken vara att skarven rostat ihop, eller att expansionsutrymme saknas i skarvarna. Dessutom har sådana banor ofta bara grus som ballast, vilket ger mindre motstånd mot rörelser i sidled än makadam. Det är viktigt att kontrollera skarvarna och kapa bort räls vid behov. 
Solkurvor utlöses ofta av en tågpassage eller en kraftig inbromsning av ett tåg. Ofta sker det i kurvor med en radie mindre än 700 meter. Numera kan man undvika detta genom att använda rälsbefästningar med stor klämkraft ("e-clips") och väl packad makadam som ballast. På utsatta platser, såsom brofästen, kan man ha dilatationsskarvar (se räls) vilka tillåter längdutvidgning utan skarvdunk.
Solkurvor uppstår vid:
- Dålig packning av ballasten (makadamen), för lite ballast eller när lera trängt upp genom ballasten.
- Dålig befästning av rälsen. Låg klämkraft.
- Dålig normalisering, det vill säga kompensation för längdutvidgning när rälsen svetsas.

En solkurva innebär att ett tåg kan spåra ur. Så skedde exempelvis vid Kåhög sommaren 1970, varvid en värnpliktig från T2 i Skövde omkom.